# 东园琴谱
《东园琴谱》，古琴谱。清代康熙六十一年朱仕佐撰辑。

## 琴谱介绍
卷首有撰者自序，接着为琴曲，共计九篇，包括《圯桥》、《平沙》、《忘机》、《大雅》、《双鹤聽泉》等。